# Fried Dobbelstein
Fried Dobbelstein (Mheer, 1961) is een Nederlands dirigent, organist, muziekpedagoog en eufoniumspeler.

## Levensloop
Dobbelstein kwam in jonge jaren in contact met de muziek en kreeg pianolessen. Verder speelde hij in de Koninklijke Harmonie St. Cecilia, Mheer eufonium. Hij studeerde aan het Conservatorium Maastricht onder ander piano, schoolmuziek en HaFa-directie bij Sef Pijpers sr.. In 1991 behaalde hij het grote diploma HaFa-directie.
In 1988 werd hij dirigent van de Koninklijke Harmonie St. Cecilia, Mheer. Met de Koninklijke Harmonie St. Cecilia, Mheer was hij succesrijk, omdat hij met het orkest bij het concours van de Limburgse Bond van Muziekgezelschappen te Maasbracht in 1991 een resultaat van 316 punten behaalde en in 1995 een eerste prijs met lof, 327 punt, op het bondsconcours van Kerkrade. In 1999 werd dit orkest onder zijn leiding op het bondsconcours te Venlo kampioen van Limburg en in 2000 tijdens het federatieve concours van de Federatie van Katholieke Muziekbonden in Nederland (FKM) in de superieure afdeling landskampioen.
Vanaf 1992 is hij dirigent van de Fanfare St. Joseph in Meers. In 1996 nam deze fanfare deel aan een concours van de FKM in de concertafdeling in Venlo en werd met 345 punten landskampioen. Dit herhaalde men op 11 november 2000 en werd opnieuw landskampioen in de concertafdeling. In 2005 werd door de Fanfare "St. Joseph", Meers onder leiding van Fried Dobbelstein deelgenomen aan het Wereld Muziek Concours te Kerkrade en men behaalde een 1e prijs met lof der jury. In 2010 nam de fanfare van Meers deel aan het bondsconcours in de concertafdeling op zondag 17 oktober in het Parkstad Limburg Theater te Heerlen. Men kreeg daar onder leiding van Fried Dobbelstein 92 punten, waarmee de derde Nederlandse wimpel voor deze fanfare een feit was.
Van 1993 tot 2003 was hij dirigent van de Fanfare Eensgezindheid Maasbracht-Beek. Met dit orkest trad hij in 1997 en 2001 tijdens het Wereld Muziek Concours te Kerkrade op en veroverde telkens het wereldkampioenschap in de concertafdeling fanfare. Op uitnodiging van Koningin Beatrix der Nederlanden werd door de fanfare Eensgezindheid in 2002 het Concert aan de Amstel verzorgd.
Sinds 2002 dirigeert hij de Harmonie "St. Petrus en Paulus", Wolder te Maastricht en is ook chef-dirigent van de Duitse Bläser Philharmonie Süd-West. Sinds 2007 is hij chef-dirigent van Muziekvereniging Wilhelmina Glanerbrug. Naast zijn werkzaamheden als dirigent fungeert hij regelmatig als kerkorganist. Thans geeft hij als docent HaFaBra-directie aan het ArtEZ Conservatorium te Zwolle.